# Cécile Clairval-Milhaud
Cécile Clairval-Milhaud est auteur-réalisatrice et productrice de films pour la télévision et le cinéma, principalement de documentaires notamment :"Darius Milhaud et sa musique, de la Provence au monde".
Après des études au Conservatoire National d’Art Dramatique de Paris, Cécile Clairval aborde la mise en scène de théâtre, avec notamment “ La ville dont le prince est un enfant “ de Henry de Montherlant. Elle monte “ Le cadavre encerclé “ de l’écrivain algérien Kateb Yacine en Première mondiale au Théâtre de Carthage (Tunisie).
Intéressée par la télévision en tant qu’art de masse susceptible de mettre la culture à la portée du plus grand nombre, elle suit les formations du Centre d’Etudes de l’ORTF et du Service de la Recherche de Pierre Schaeffer.
Elle consacre plusieurs documentaires à des écrivains contemporains, dont certains sont tournés avec la participation des auteurs eux-mêmes, tels Louis Guilloux, Marcel Arland, Hervé Bazin et Maurice Genevoix, et aussi à des auteurs disparus comme Albert Camus et Roger Vailland.
Parmi ses autres centres d’intérêt : des films sur l’histoire française et africaine, sur l’architecture et l’urbanisme ainsi que des sujets de société pour mieux regarder et comprendre le monde qui nous entoure.
Sur un tout autre thème, le documentaire réalisé pour la chaîne Arte sur le compositeur Darius Milhaud : Darius Milhaud et sa musique, de la Provence au monde. Le coffret de 2 DVD qui complète le film est distingué par un diapason d'or Arte en novembre 2011.
Elle consacre à l’écrivain Roger Vailland un nouveau documentaire intitulé « Roger Vailland, un écrivain en action » avec les regards croisés de Daniel Cordier (le secrétaire de Jean Moulin), le sociologue Edgar Morin, le peintre Pierre Soulages et l’éditeur Jean-Claude Fasquelle.
Elle réalise et édite des DVD interactifs avec trois de ces documentaires qu’elle signe Cécile Clairval-Milhaud, comme elle le fait désormais pour tous ses travaux.
Cécile Clairval-Milhaud est membre de la SACD, de la SACEM et de la SCAM. Elle a siégé de 2005 à 2013 à la Commission du répertoire audiovisuel de la SCAM.
Parallèlement à son activité de cinéaste, Cécile Clairval-Milhaud reprend un cursus universitaire qu’elle achève en novembre 2010 par une thèse de doctorat d’État en Sciences de l’Information et de la Communication intitulée "Les chaines satellitaires paneuropéennes" soutenue sous la présidence du Professeur Francis Balle et obtenue avec la mention Très Honorable.

## Filmographie

### Réalisatrice
- 1971: La Commune de 1871, avec Olivier Ricard
- 1970-1972: Chant profond, collection de 4 films avec la participation des écrivains Marcel Arland, Hervé Bazin, Maurice Genevoix et Louis Guilloux
- 1973: Oscar Niemeyer, une architecture lyrique avec Olivier Ricard
- 1974: La Route de l’or: I En remontant le Niger, II À travers le Sahara, avec Bernard d'Abrigeon
- 1974: Albert Camus, documentaire de long-métrage, avec Paul Vecchiali
- 1980: Faire la vie, moyen-métrage de cinéma
- 1983: Énigme, court-métrage inclus dans le film Archipel des amours
- 1985: Antonio Marques à Aubusson
- 1986: Par la force des choses: I La terre bouge, II Les éléments déchaînés
- 1997: Vernissage: carnets d'une exposition
- 2000: Au cœur de la cité
- 2002: Drancy, dernière étape avant l'abîme[4]
- 2010: Darius Milhaud et sa musique
- 2020: Roger Vailland, un écrivain en action

### Productrice
- 1977: La Machine de Paul Vecchiali
- 1977: Le Théâtre des matières de Jean-Claude Biette
- 1978: Les Belles Manières de Jean-Claude Guiguet
- 1979: Corps à cœur de Paul Vecchiali
- 1980: Cauchemar de Noël Simsolo
- 1980: C'est la vie de Paul Vecchiali
- 1980: Simone Barbès ou la vertu de Marie-Claude Treilhou
- 1981: Loin de Manhattan de Jean-Claude Biette
- 1983: En haut des marches de Paul Vecchiali
- 2000: Au cœur de la cité
- 2002: Drancy, dernière étape avant l'abîme
- 2010: Darius Milhaud et sa musique
- 2020: Roger Vailland, un écrivain en action

### Actrice
- 1977: La Machine de Paul Vecchiali
- 1980: C'est la vie de Paul Vecchiali